# Philip Pullman
Philip Pullman CBE (n. 19 octombrie 1945, Norwich, Anglia, Regatul Unit) este un scriitor britanic. A scris, pe lângă alte cărți, seria Materiile întunecate, o trilogie fantasy.

## Biografie
Pullman s-a născut în Norwich (Norfolk, Marea Britanie), fiul pilotului Alfred Outram și al lui Audrey Evelyn Merrifield. Familia călătorea foarte mult din cauza locului de muncă al tatălui său, ajungând inclusiv în Zimbabwe, unde a făcut și o parte din școală. Tatăl său a fost ucis într-un accident de avion în 1953 când Philip avea 7 ani. Mama sa s-a recăsătorit. 
Odată cu mutarea lor în Australia, Pullman a descoperit benzile desenate, inclusiv Superman și Batman, un domeniu care încă îl mai atrage. Din 1957 a făcut școala Ysgol Ardudwy în Harlech, Gwynedd și a petrecut timp în Norfolk cu bunicul său. În această perioadă, a descoperit cartea Paradis Pierdut a lui John Milton, care urma să aibă o influență majoră în Materiile întunecate.
Din 1963, Pullman a urmat cursurile Colegiului Exeter din Oxford. În 1970 s-a căsătorit cu Judith Speller și a început să predea și să scrie piese pentru teatrul școlare.
A predat cu normă redusă la Westminster College, Oxford între 1988 și 1996, continuând să scrie literatură pentru copii. A început să lucreze la Materiile întunecate în 1993. Primul volum a fost publicat în 1996 și a câștigat Premiul Carnegie, unul dintre premiile cele mai prestigioase din domeniul literaturii pentru copii și Premiul Guardian Children's Fiction.